# Nilionympha imperfecta
Nilionympha imperfecta là một loài côn trùng trong họ Osmylidae thuộc bộ Neuroptera. Loài này được Ren & Engel miêu tả năm 2007.